# International Certificate of Competence

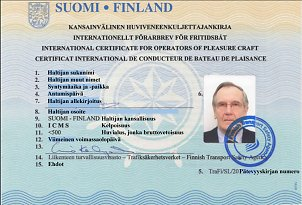
ICC

Het ICC of het International Certificate of Competence is een internationaal vaarbewijs dat aantoont dat je alle geldige documenten bezit om te mogen varen met een pleziervaartuig in de territoriale wateren en de binnenwateren van het buitenland.

## Geschiedenis
Het ICC werd ingevoerd door de Verenigde Naties' Economische Commissie voor Europa, waarvan de zetel in Genève is gesitueerd. Het internationaal vaarbewijs is louter een document dat het eenvoudiger maakt om in het buitenland te varen door de specifieke lay-out van het ICC. Deze Lay-out werd beschreven in Resolutie 14 van de UNECE ITC, maar werd upgedated door Resolutie 40. Het was oorspronkelijk om de binnenvaart op de Rijn en de Donau, die door meerdere europese landen gaan, eenvoudig te kunnen controleren op hun kunnen van het navigeren.
Sinds 1 januari 2010 geldt het Nederlandse klein vaarbewijs als ICC. Bezitters van een ouder vaarbewijs kunnen hun vaarbewijs laten omzetten naar een ICC.

## Voor wie?
De lokale brevetten dienen dus nog steeds behaald te worden om titularis te kunnen worden van een ICC. In België geldt het ICC als een volwaardig vaarbewijs. Men kan deze dus perfect voorleggen aan de scheepvaartpolitie.
Om het ICC te verkrijgen dient men in België reeds in het bezit te zijn van een geldig vaarbewijs, dit zijnde een algemeen of een beperkt stuurbrevet. Men dient ook een Belgisch rijksregisternummer te hebben om een Belgisch ICC te verkrijgen. Er zijn geen extra examens te doen voor het ICC daar men met het vaarbewijs kan aantonen dat men competent genoeg is.

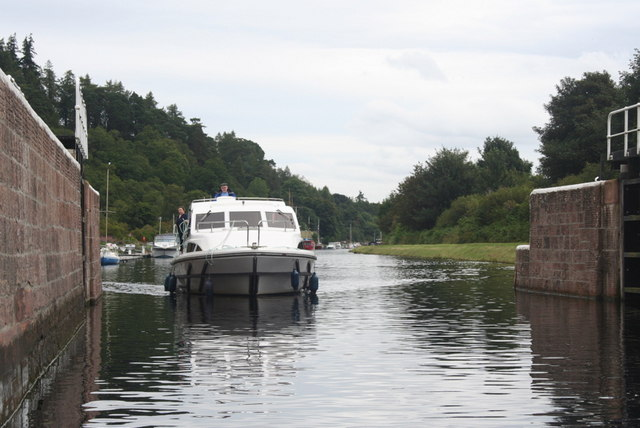

## Types ICC
Er zijn verschillende opdelingen van het vaarbewijs.
| Vaargebied                 | Motor    | Zeil      |
| -------------------------- | -------- | --------- |
| Binnenwateren              | ICC I M  | ICC I MS  |
| Kustvaart                  | ICC C M  | ICC C MS  |
| Binnenwateren en kustvaart | ICC IC M | ICC IC MS |

Met elke ICC kan men dus met een motorjacht varen. Het is enkel wanneer men met een zeiljacht wil varen dat men bij de aanvraag voor een S-type een verklaring op eer moet geven dat men kan zeilen naar de normen van de sport.
Om het ICC te verkrijgen dient men een van de onderstaande organisaties aan te schrijven met een aanvraagformulier, een kopie van de identiteitskaart en een kopie van het paspoort. Natuurlijk vraagt men ook een kopie van de reeds verworven vaarbewijzen die u het recht geven op het ICC. Sommige organisaties vragen ook om een document die uw zeilcompetentie beaamt.
Men hoeft maar 1 maal het ICC aan te vragen daar het een levenslange geldigheidsduur heeft.